# Katrín Jakobsdóttir
En aquest nom islandès, el darrer nom és un patronímic, no pas un cognom. La manera de referir-se a aquesta persona és pel nom de pila.
Katrín Jakobsdóttir (Reykjavík, 1 de febrer de 1976) és una política islandesa, primera ministra d'Islàndia entre 2017 i 2024

## Biografia
Membre del partit Moviment d'Esquerra-Verd des de 2003 i membre de l'Althingi des del 2007. Fou ministra d'educació, ciència i cultura i també ministra de cooperació nòrdica entre 2009 i 2013, durant el govern de coalició entre l'Aliança Socialdemòcrata i el Moviment d'Esquerra-Verd. El 2013, poc abans d'acabar la legislatura, esdevingué líder del seu partit.

### Primera ministra
El novembre de 2017 fou escollida primera ministra d'Islàndia en les eleccions legislatives islandeses de 2017, gràcies a una coalició realitzada entre el Moviment d'Esquerra verd, el Partit de la Independència i el Partit Progressista. Poc abans d'esdevenir primera ministra, les enquestes la situaven com la personalitat política més ben valorada d'Islàndia.
L'abril de 2024 va anunciar la seva renúncia per presentar-se a la presidència.

## Educació i vida professional
Jakobsdóttir es va llicenciar en filologia islandesa i filologia francesa a la Universitat d'Islàndia l'any 1999. El 2004 va cursar un master sobre literatura islandesa a la mateixa universitat, fent la tesina sobre l'autor de novel·la policíaca islandesa Arnaldur Indriðason. Abans de dedicar-se professionalment a la política, havia treballat d'assessora lingüística a la televisió estatal RUV, de periodista "freelance" i de docent a la Universitat d'Islàndia.

## Vida personal
Katrín Jakobsdottír prové d'una familia de poetes, acadèmics i polítics. És la germana petita dels germans Ármann Jakobsson i Sverrir Jakobsson, professors d'humanitats a la Universitat d'Islàndia. Està casada amb Gunnar Örn Sigvaldason i tenen tres criatures.